# Alīkhāraq
Alīkhāraq (persiska: الیخارق, Alenjālīq) är en ort i Iran.   Den ligger i provinsen Östazarbaijan, i den nordvästra delen av landet, 400 km nordväst om huvudstaden Teheran. Alīkhāraq ligger 1 456 meter över havet och antalet invånare är 278.
Terrängen runt Alīkhāraq är kuperad. Runt Alīkhāraq är det ganska glesbefolkat, med 40 invånare per kvadratkilometer. Närmaste större samhälle är Tark, 6,3 km nordost om Alīkhāraq. Trakten runt Alīkhāraq består i huvudsak av gräsmarker.